# أستارم (عشر ستاق)
أستارم (بالفارسية: استارم) هي قرية تقع في إيران في قسم عشر ستاق الريفي. يقدر عدد سكانها بـ 214 نسمة بحسب إحصاء 2016.